# Gilberto Vendemiati
Gilberto Vendemiati (Ferrara, 27 maggio 1940) è un ex ciclista su strada italiano.
Professionista dal 1963 al 1967, partecipò a tre edizioni del Giro d'Italia e una del Tour de France.

## Carriera
Da dilettante vinse una tappa del Tour de l'Avenir del 1961 e la prima edizione del Giro della Valle d'Aosta nel 1962.
Passato professionista nel 1963, corse due stagioni con la Gazzola. Nel 1965 passò alla Salvarani e partecipò al Tour de France riuscendo a concluderlo al 70º posto mentre il suo capitano, Felice Gimondi, si aggiudicò la corsa. Disputò la sua ultima stagione da professionista nel 1967 con la Max-Meyer.

## Palmarès
- 1961 (Dilettante)

Coppa Lanciotto Ballerini
8ª tappa Tour de l'Avenir
- 1962

Classifica generale Giro della Valle d'Aosta

## Piazzamenti

### Grandi giri
- Giro d'Italia

1963: 52º
1964: ritirato
1965: 46º
- Tour de France

1965: 70º

### Competizioni mondiali
- Campionati del mondo

Berna 1961 - In linea Dilettanti: 24º